# Киштовський район
Киштовський район — муніципальне утворення в Новосибірській області Росії.
Адміністративний центр — село Киштовка.

## Географія
Район розташований на північному заході Новосибірської області, межує з Сєвєрним, Венгеровським і Усть-Тарацьким районами Новосибірської області, Томською і Омською областями.
Територія району за даними на 2008 рік — 1110,1 тис. га, в тому числі сільськогосподарські угіддя — 380,7 тис. Га (34,3 % всієї площі). Основні річки — Тара, Чека, Тартас. На території району знаходиться озеро Данилово (Срібне), унікальне за складом води, в останні роки тут можна зустріти туристів з різних регіонів Росії.

## Населення
| 2002    | 2009    | 2010    | 2011    | 2012    | 2013    | 2014    |
| ------- | ------- | ------- | ------- | ------- | ------- | ------- |
| 16 427  | ↘13 862 | ↘13 530 | ↘12 339 | ↘11 937 | ↘11 543 | ↘11 227 |
| 2015    | 2016    | 2017    | 2018    | 2019    |         |         |
| ↘10 966 | ↘10 688 | ↘10 488 | ↘10 295 | ↘10 101 |         |         |